# Draria

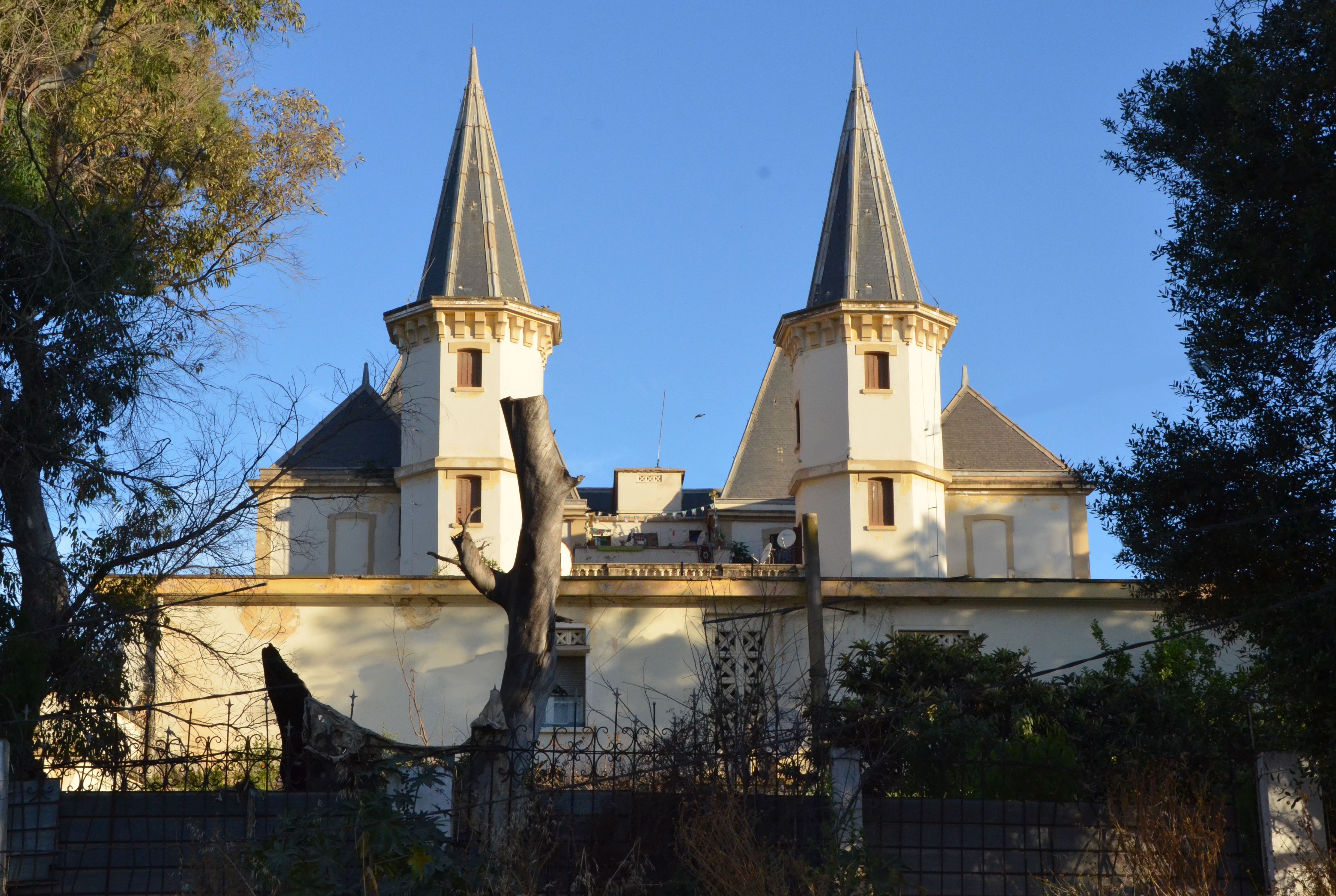
Chateau de Draria construído entre 1882 e 1884

Draria (em árabe: درارية) é uma comuna localizada na província de Argel, no norte da Argélia. Sua população era de 44 141 habitantes, em 2008.